# 唐古拉站

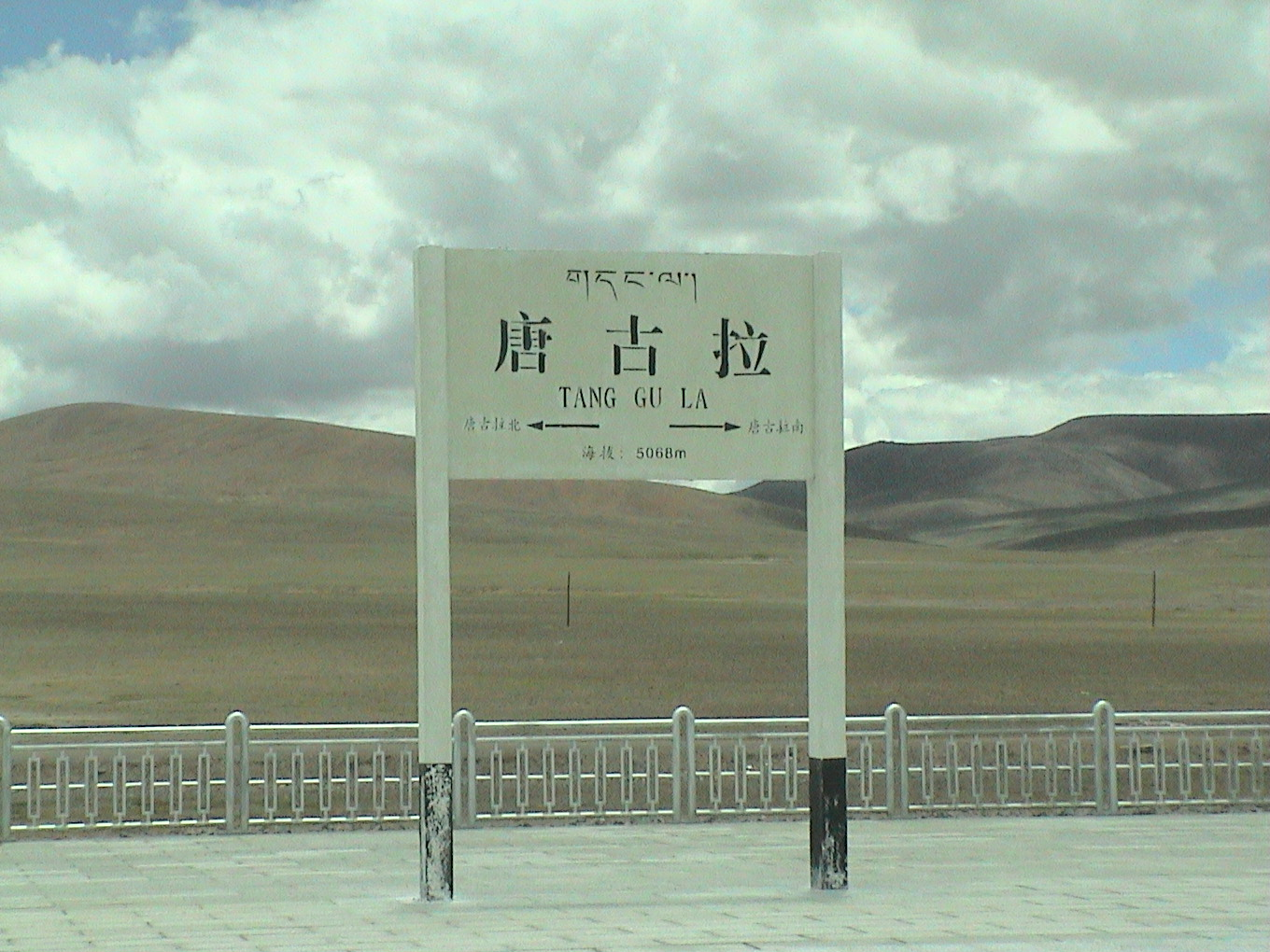
唐古拉站是世界上海拔最高的火车站。

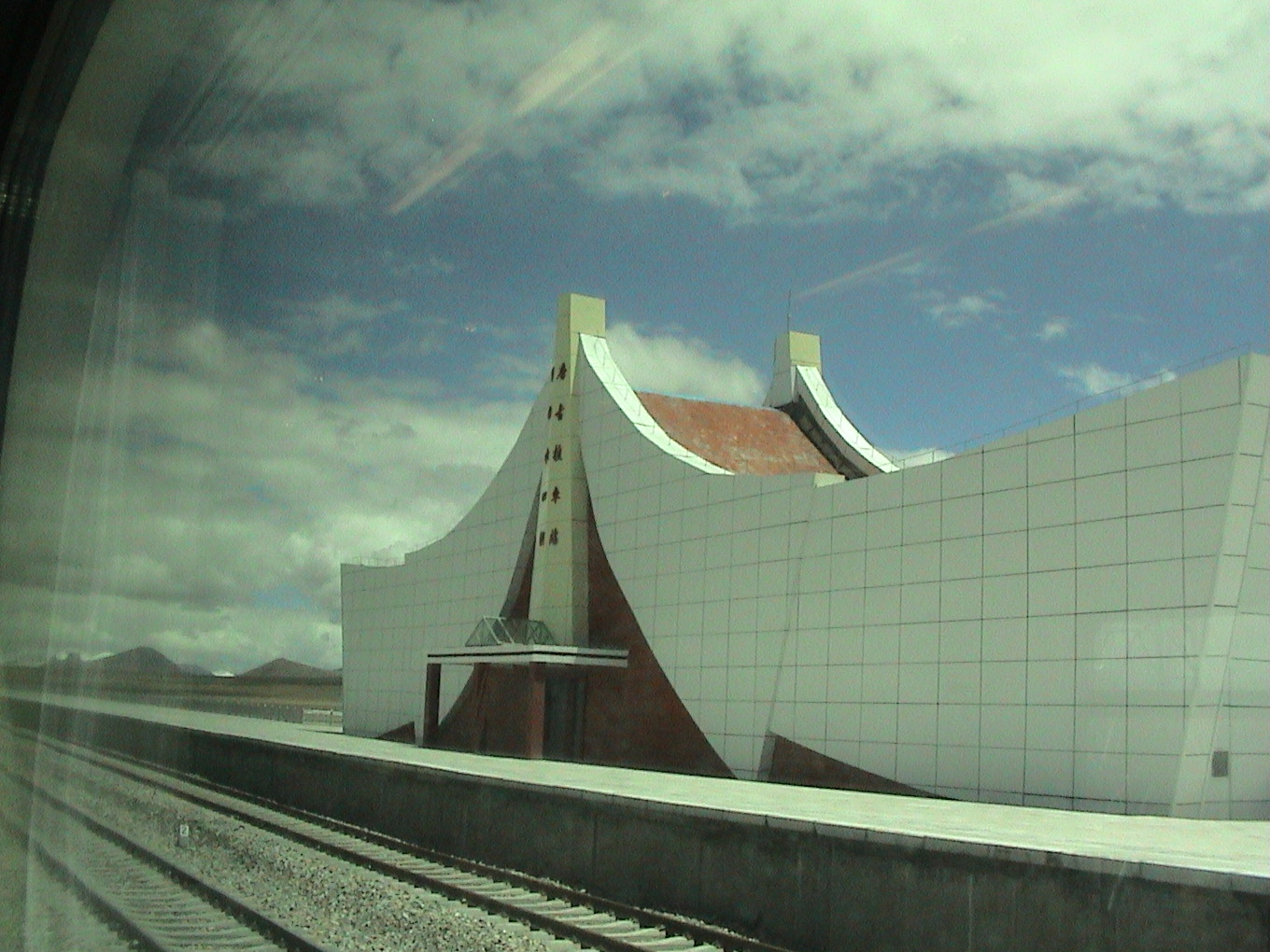
唐古拉站站房外观像一顶放在地面上的皇冠。

唐古拉站位于中国西藏自治区那曲市安多县，于2006年7月1日启用，为中国铁路青藏集团有限公司直属的客货两用无人车站，也是青藏铁路上最重要的观光车站。唐古拉站海拔5068.63米，是青藏铁路海拔最高的车站；取代玻利維亞的禿鷹站，成为世界上海拔最高的火车站。距离唐古拉站不足1千米处，就是青藏铁路及世界上铁路的海拔最高点。

## 车站设施
唐古拉站全长1.25千米，占地77,002平方米，车站共有3条股道。站房建筑面积384.2平方米，设有太阳能蓄电池室、配电室、通讯机械室、信号机室、控制台室、展览厅等。站房主体结构为砼现浇架结构，设计使用年限为50年，可承受7度抗震烈度。站房正面墙壁以两个大小不同、顶部重叠的「人」字形图案设计，屋顶装设类似塔顶物件，车站大量使用具有藏族传统建筑风格的白色、朱紅色，外观就像一顶放在地面上的皇冠。车站的站台位置经铁道部特别挑选，以便旅客能在最佳位置上往西望，观赏唐古拉山最高峰——海拔6621米的各拉丹冬雪山。

## 使用情况
唐古拉站是青藏铁路的观光车站，有14列旅客列车经过此站，主要为拉萨到发的各类旅客列车。

## 始发车次
目前唐古拉站未有任何始发车次。

## 历史
- 2005年中：唐古拉站站房建设正式动工，由中铁十九局承建[7]。
- 2006年7月1日：唐古拉站建成启用[3]。

## 時刻表
截至到2007年，該站並未提供乘客任何服務。列車會於唐古拉站停站而不會開啟車門。

## 世界最高的铁路车站
| 名次 | 車站       | 高度   | 國家     | 路線                    |
| ---- | ---------- | ------ | -------- | ----------------------- |
| 1    | 唐古拉站   | 5068米 | 中國     | 青藏铁路                |
| 2    | 唐古拉北站 | 4950米 | 中國     | 青藏铁路                |
| 2    | 唐古拉南站 | 4950米 | 中國     | 青藏铁路                |
| 4    | 托居站     | 4890米 | 中國     | 青藏鐵路                |
| 5    | 扎加藏布站 | 4886米 | 中國     | 青藏铁路                |
| 6    | 蒂克利奥站 | 4829米 | 秘鲁     | 秘鲁中央铁路            |
| 7    | 布强格站   | 4823米 | 中國     | 青藏铁路                |
| 8    | 禿鷹站     | 4786米 | 玻利維亞 | 里奥穆拉托斯—波托西铁路 |
| 9    | 猪背岭站   | 4781米 | 秘鲁     | 秘鲁中央铁路            |
| 10   | 江克栋站   | 4778米 | 中國     | 青藏铁路                |